# Sursay
Sursay, en gaélique écossais Sursaigh, est une île du Royaume-Uni située en Écosse.